# 영주 부석사 오불회 괘불탱
영주 부석사 오불회 괘불탱(榮州 浮石寺 五佛會 掛佛幀)은 대한민국 경상북도 영주시 부석면, 부석사에 있는 조선시대의 불화이다. 2008년 4월 22일 대한민국의 보물 제1562호로 지정되었다.

## 개요
이 괘불은 1745년에 조성된 오불회도(五佛會圖) 형식의 괘불로서, 부석사에 전래되어 오던 1684년작 괘불을 청풍 신륵사로 이안하고 새롭게 조성한 것이다. 1684년작 괘불의 도상을 기본으로 하면서도 노사나불을 새롭게 첨가하였다. 즉 가로축으로는 비로자나불과 약사불, 아미타불을, 세로축으로는 비로자나불과 석가모니불, 노사나불을 배치하여 삼세·삼신의 오불회 형식을 취하고 있는데, 그 중심은 영산회상의 설주(說主)인 석가모니불이다. 이와 같은 삼신·삼세불화 형식은 일본 주린지(十輪寺) 소장 오불회도(15세기)와 안성 칠장사 오불회 괘불탱(1628년)에서도 볼 수 있어 조선전기부터 나타나기 시작하여 조선후기에 정착한 도상임을 알 수 있다.
따라서 이러한 오불회 형식은 조선시대에 이르러 단행된 종단의 통폐합에 따른 삼신불, 삼세불 사상의 결합으로 나타난 도상으로, 이 괘불은 이러한 양상을 잘 보여주는 작품이다. 특히 대형의 군도형식의 불화임에도 불구하고 안정된 구도를 보이고 인물묘사에서도 부드럽고 자연스러운 필치를 보이는 등 18세기 중반경의 격조 높은 불화양식을 대변한다.

## 같이 보기
- 부석사
- 안성 칠장사 오불회괘불탱 - 국보 제296호

## 참고 자료
- 영주 부석사 오불회 괘불탱 - 국가유산청 국가유산포털